# Adolf Kneser

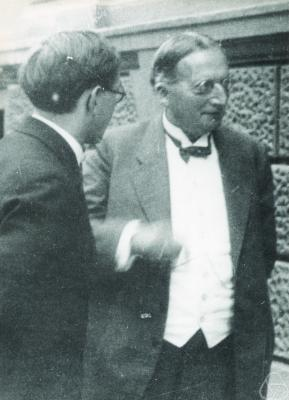
Adolf Kneser in Prag (1929)

Adolf Kneser (* 19. März 1862 in Grüssow, Mecklenburg; † 24. Januar 1930 in Breslau) war ein deutscher Mathematiker, der sich der algebraischen Geometrie und der Analysis widmete.

## Leben und Werk
Julius Karl Christian Adolf Kneser war Sohn des Pastors und Praepositus in Grüssow, Adolf Hermann Kneser († 1863), und dessen Frau Friedrike Wilhelmine Philippine Auguste, geb. Kollmann, einer Schwester von Albert Kollmann. Nachdem er seinen Vater früh verloren hatte, wuchs er in Rostock auf. Sein Pate war der Physiker Johann Christian Poggendorff. Ostern 1879 ging er an die Universität Rostock, wo er seine erste Arbeit über Akustik veröffentlichte. An der Friedrich-Wilhelms-Universität Berlin hörte er Leopold Kronecker und Karl Weierstraß. Vorübergehend an der Ruprecht-Karls-Universität Heidelberg, promovierte er 1884 in Berlin mit einer Doktorarbeit bei Ernst Eduard Kummer und Leopold Kronecker zum Dr. phil.
Er habilitierte sich 1884, nur zwei Monate nach der Promotion, an der Philipps-Universität Marburg. Nach einer Zwischenstation in Breslau kam er 1889 als a.o. Professor an die damals russische Universität Dorpat, die ihn im folgenden Jahr als o. Professor für Angewandte Mathematik berief. 1900 wechselte er an die Bergakademie Berlin und 1905 an die Schlesische Friedrich-Wilhelms-Universität Breslau. Für das akademische Jahr 1911/12 wurde er zu ihrem Rektor gewählt. In Breslau blieb er bis zu seiner Emeritierung. Seit 1923 war er korrespondierendes Mitglied der Preußischen Akademie der Wissenschaften und seit 1924 der Russischen Akademie der Wissenschaften.
Kneser beschäftigte sich anfangs mit algebraischen Funktionen, elliptischen Funktionen und Raumkurven. Später arbeitete er über das Sturm-Liouville-Problem in der Theorie linearer gewöhnlicher Differentialgleichungen, Integralgleichungen und Variationsrechnung (Theorie der zweiten Variation, Lösung von Mayers Problem). Sein Lehrbuch der Variationsrechnung erschien 1900 und sein Die Integralgleichungen und ihre Anwendungen in der mathematischen Physik 1911, in der er auch die gerade von David Hilbert entwickelte Theorie darstellte.
Kneser war auch an Philosophie und Wissenschaftsgeschichte interessiert. Der Philosoph Richard Hönigswald widmete ihm deshalb 1924 »in Verehrung und Freundschaft« sein Buch Hobbes und die Staatsphilosophie. Kneser selbst veröffentlichte 1928 Das Prinzip der kleinsten Wirkung von Leibniz bis zur Gegenwart.
Kneser war seit 1894 mit Laura Booth verheiratet und hatte vier Söhne. Sein Sohn Hellmuth Kneser und dessen Sohn Martin Kneser waren ebenfalls bekannte Mathematiker.
Sein Briefwechsel mit Wladimir Steklow erschien 1980 in Moskau bei Nauka.
1929 war er Präsident der Deutschen Mathematiker-Vereinigung.